# Виксенда
Виксенда — река в России, протекает по Пудожскому району Карелии.
Вытекает из болота Чашб, устье реки находится в 16 км по левому берегу реки Чёрной (бассейн Свири). Длина реки составляет 16 км.
Пересекает трассу А119 («Вологда — Медвежьегорск — автомобильная дорога Р-21 „Кола“»), затем протекает через посёлок Красноборский.

## Фотографии
|  |  |

## Данные водного реестра
По данным государственного водного реестра России относится к Балтийскому бассейновому округу, водохозяйственный участок реки — Бассейн Онежского озера без рр. Шуя, Суна, Водла и Вытегра, речной подбассейн реки — Свирь (включая реки бассейна Онежского озера). Относится к речному бассейну реки Нева (включая бассейны рек Онежского и Ладожского озера).
Код объекта в государственном водном реестре — 01040100612102000017123.